# Chorale Roanne Basket
Chorale Roanne Basket ist ein französischer Basketballverein aus Roanne in der Region Auvergne-Rhône-Alpes. Der 1937 gegründete Club spielt in der Ligue Nationale de Basket, aktuell in der höchsten Spielklasse LNB Pro A. Die Heimspiele werden in der Halle André-Vacheresse ausgetragen.
Chorale Roanne errang in den Jahren 1959 und 2007 die französische Meisterschaft.

## Geschichte
In der Saison 2001/02 gelang der Aufstieg in die höchste nationale Spielklasse LNB Pro A. In den kommenden drei Jahren musste man am Ende der Saison jeweils in die Relegation, um einen Abstieg zu verhindern. In der Saison 2005/06 konnte erstmals eine ausgeglichene Bilanz (17 Siege – 17 Niederlagen) und damit der neunte Hauptrundenrang erreicht werden.
Die kommende Spielzeit wurde zur erfolgreichsten in der jüngeren Geschichte der Mannschaft. Man konnte die Hauptrunde mit 24 Siegen bei 10 Niederlagen auf dem zweiten Rang beenden und sich in den anschließenden Playoffs die französische Meisterschaft sichern. Im Jahr 2007 gewann Roanne zudem die Semaine des As. Durch den Meistertitel war man in der kommenden Saison zudem in der EuroLeague gesetzt. Die Saison 2007/08 konnte ebenfalls sehr erfolgreich abgeschlossen werden. Roanne erreichte den vierten Rang der Hauptrunde und konnte anschließend bis ins Finale der Meisterschaft vordringen. In den folgenden Jahren konnte man sich unter den ersten französischen Clubs etablieren. Um auch zukünftig wieder in der Euroleague antreten zu können, wurde die Spielstätte (Halle André-Vacheresse) 2011 von 3300 auf 5000 Plätze erweitert. Trotz hohem Etat schied Roanne 2011, 2012 und 2013 bereits im Viertelfinale der Playoffs aus.
Nach 12 Jahren Zugehörigkeit zur ersten französischen Liga konnte in der Saison 2013/14 der Abstieg in die zweite Liga LNB Pro B nicht verhindert werden. Mit einer Bilanz von 6 Siegen und 24 Niederlagen beendete Roanne die Saison auf Platz 15. Unter anderem konnte in der Saison kein einziges Auswärtsspiel gewonnen werden.
Seit der Saison 2014/15 tritt Roanne in der LNB Pro B an. Die erste Saison in der Pro B schloss man auf Rang 8 der Hauptrunde ab und schied im Viertelfinale der Playoffs aus.

## Erfolge
National
- Französischer Meister (2): 1959, 2007
- Sieger der Semaine des As: 2007